# Central de Capanda
Central de Capanda är en dammbyggnad i Angola. Den ligger i den nordvästra delen av landet, 270 kilometer öster om huvudstaden Luanda. Central de Capanda ligger 882 meter över havet.
Terrängen runt Central de Capanda är kuperad söderut, men norrut är den platt. Central de Capanda ligger nere i en dal som går i öst-västlig riktning. Runt Central de Capanda är det glesbefolkat, med 17 invånare per kvadratkilometer..
I omgivningarna runt Central de Capanda växer huvudsakligen savannskog.